# Club Alpino Italiano
El Club Alpino Italiano (CAI) es una sociedad deportiva Italiana dedicada a fomentar y facilitar los deportes de montaña, en especial el montañismo. Se fundó en 1863, y a la fecha sigue en activo. Su sede central está en Milán, vía Petrella n.º 19.

## Historia
El 12 de agosto de 1863 Quintino Sella, ingeniero, político y economista de Valdilana, con un grupo de montañistas, escaló la cumbre del Monviso y tuve la idea de fondar el Club Alpino Italiano, inspirándose en el modelo del Alpine Club del Reino Unido y de otros clubes que estaban naciendo en aquellos años. La asociación se fundó oficialmente el 23 de octubre del mismo año en el Castillo del Valentino (Turín).

## Actividades

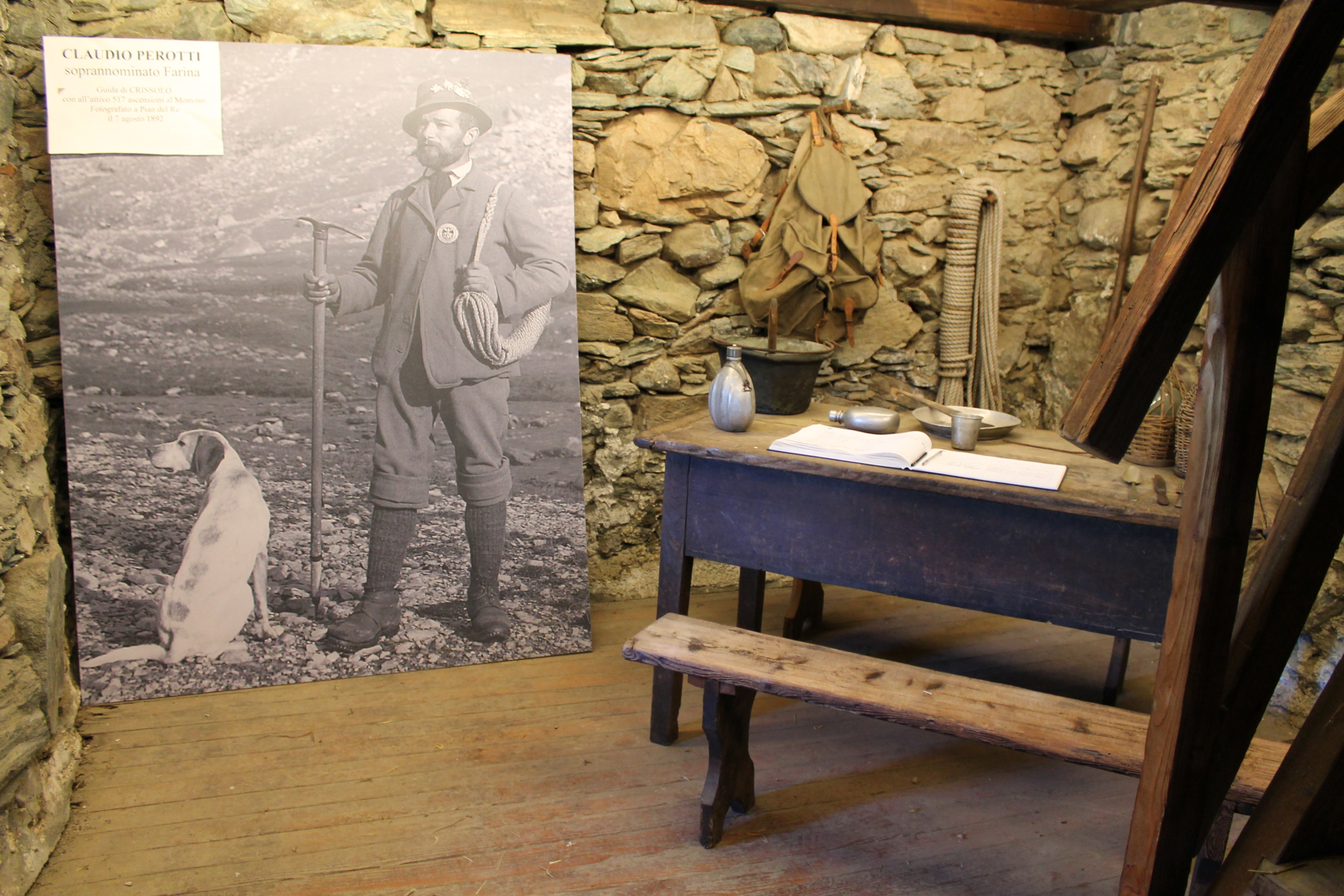
El interior del Rifugio Alpetto, el primer refugio de montaña del CAI

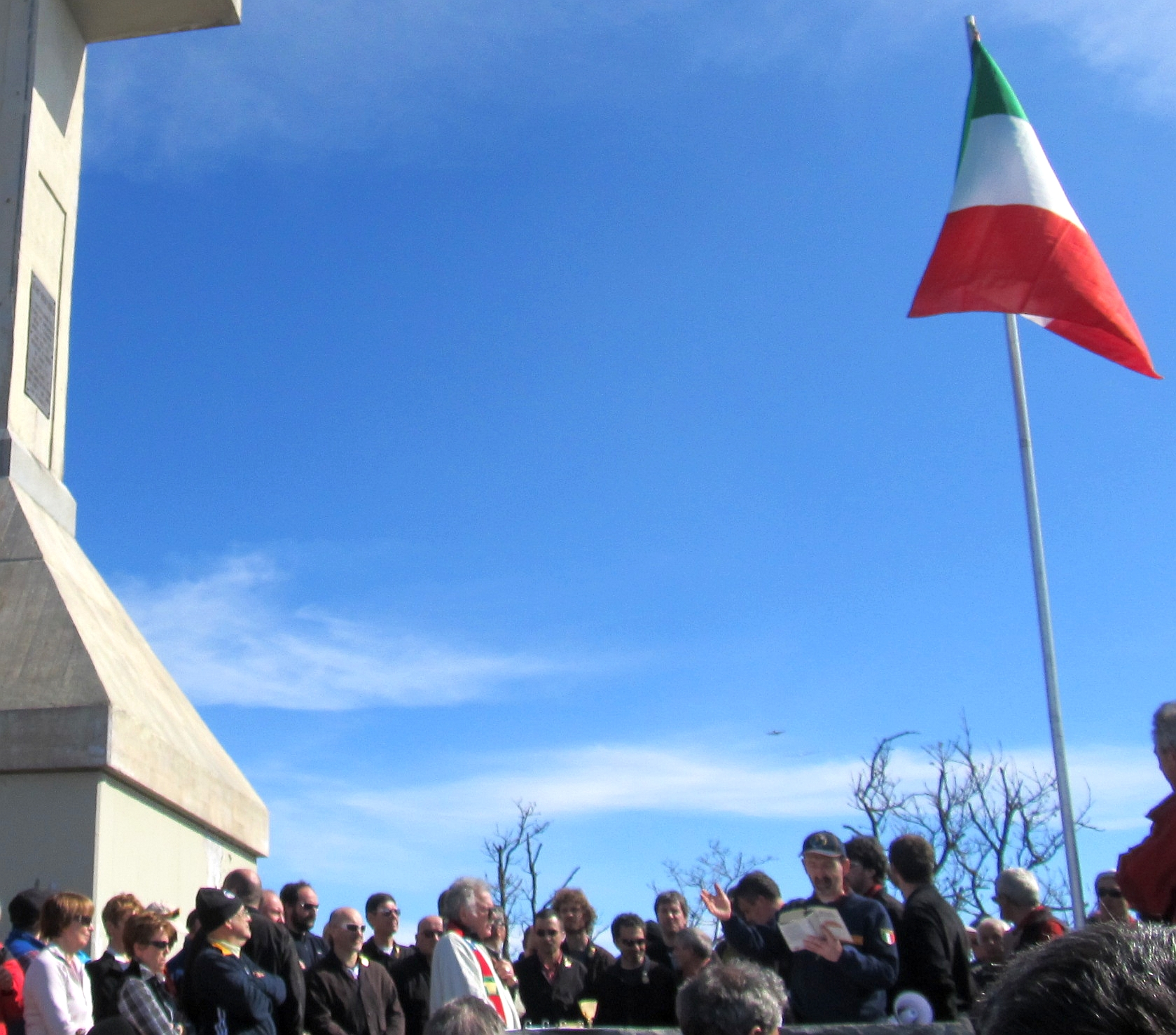
Celebración en 2013 del centenario de la seción UGET del CAI, cumbre del Monte Musinè

La asociación se divide en grupos regionales y, en cada región, en secciones, donde se realizan actividades deportivas y culturales de forma regular, tanto en sus sedes como en la montaña. Las secciones, cuando la situación local lo necesite, pueden dividirse en subsecciones. En 2012 el CAI contaba con 498 secciones y 310 subsecciones activas en el territorio italiano.
En 2022 el Club Alpino Italiano cuenta con más de 700 refugios y vivaques de montana, distribuidos en todas las regiones italianas.
La sociedad publica dos revistas: Lo Scarpone, un semanario dedicado a los miembros en línea desde 2012 y antes de forma impresa, y el mensual Montagne 360°. Este último, que una vez se llamaba simplemente La rivista, es proporcionado gratuitamente a los miembros y, desde 2012, también puede comprarse en los quioscos. Entre muchas otras obras el CAI publicó, en cooperación con el Touring Club Italiano, una colección de libros llamada Guida dei Monti d'Italia y que cubre todos los grupos montañosos de la península y de las islas de Italia. Una prima serie de volumen pareció entre 1908 y 1932, pero la serie definitiva empezó a publicarse en 1934 y se concluyó en 2013, cuando pareció su último volume, Alpi biellesi e valsesiane.